# Cosmos 212
Cosmos 212 e Cosmos 213 furono due navicelle spaziali Sojuz, prive di equipaggio che nell'aprile 1968 eseguirono il secondo aggancio automatico di due velivoli nello spazio.

## Preparazione
Una manovra di aggancio di due navicelle spaziali equipaggiate era originariamente prevista per il mese di aprile 1967 in occasione delle missioni Sojuz 1 e Sojuz 2. A causa di problemi intercorsi durante la missione Sojuz 1, tali programmi vennero cancellati e la missione interrotta. La manovra d'atterraggio non riuscita, che fece precipitare la Sojuz 1, causò la morte del cosmonauta Vladimir Michajlovič Komarov, schiantatosi a terra in una navicella priva di paracadute aperto. Così i responsabili del programma spaziale sovietico reagirono con lo svolgimento del tentativo d'aggancio tra navicelle non equipaggiate. Tale manovra riuscì in occasione delle missioni Cosmos 186 e Cosmos 188. Anche se l'aggancio non fu perfetto (mancava infatti il collegamento delle componenti elettroniche, mentre meccanicamente le navicelle si erano agganciate), tale missioni rappresentarono il primo aggancio di velivoli in un'orbita nello spazio. A causa di problemi riscontrati durante queste missioni, i responsabili dei programmi sovietici decisero di inserire un ulteriore tentativo di navicelle prive di equipaggio, prima di rischiare ulteriori vittime umane in missioni equipaggiate.

## Lancio
Con la denominazione di camuffaggio Cosmos 212 il 14 aprile 1968 alle ore 10:00 UTC, avvenne il lancio della prima navicella dalla rampa n. 31 del cosmodromo di Bajkonur. Poco prima del lancio venne preso in considerazione di interrompere il tutto, dato che vi furono indicazioni che un sistema di bordo aveva smesso di funzionare correttamente.
Il giorno seguente, il 15 aprile 1968 alle ore 09:34 UTC seguì il lancio della Cosmos 213 dalla rampa di lancio numero 1. Il lancio nella traiettoria d'orbita fu talmente preciso, che la distanza delle due navicelle misurò poco meno di 4 chilometri e pertanto si poté avviare immediatamente la manovra di rendezvous.
In effetti si trattò del settimo ed ottavo lancio di una navicella spaziale del tipo Sojuz.

## Aggancio
Durante la fase di avvicinamento, la parte attiva venne assunta dalla Cosmos 212. Già alle ore 10:21 UTC, cioè a meno di un'ora dopo il lancio della Cosmos 213, l'aggancio fu perfetto. Le due navicelle si trovavano sopra le acque dell'Oceano Pacifico del sud, decisamente fuori dal raggio d'azione dei centri di controllo a terra, che si trovavano esclusivamente in territorio sovietico. Pertanto non servì a nulla la trasmissione della manovra avvenuta dalla telecamera montata su una delle due navicelle. Tale telecamera infatti funzionò ad onda radio a frequenza VHF. I dati di telemetria invece venivano trasmessi a onde corte e pertanto i centri di controllo di volo dovettero basarsi su questi dati. Fu comunque ben presto chiaro, che l'aggancio era riuscito completamente, cioè pure dal punto di vista elettronico. Si registrò infine che nonostante 14 dei 28 ugelli di pilotaggio non avessero funzionato, il tutto era riuscito come da programma.
Le due navicelle rimasero agganciate durante due orbite e mezza prima di essere staccate automaticamente alle ore 14:11 UTC.

## Continuazione della missione ed atterraggio
Nei giorni seguenti, la Cosmos 212 eseguì più cambi di traiettoria, azionando e provando diversi sistemi di controllo di posizionamento. Venne eseguita pure una simulazione di un malfunzionamento totale di tutti i sistemi automatici, che avrebbe comportato l'azionamento del posizionamento manuale mediante il pilotaggio da parte di un cosmonauta. L'orientamento ottico necessario per questa manovra venne dato mediante un impulso trasmesso da un segnale televisivo da parte della capsula stessa.
La Cosmos 212 atterrò alle ore 08:10 UTC del 19 aprile nei pressi di Karaganda. Dopo l'atterraggio, i paracadute non si staccarono dalla capsula come previsto e pertanto forti venti la portarono per ben 5 chilometri attraverso la steppa del Kazakistan.
La Cosmos 213 atterrò il giorno successivo, il 20 aprile 1968 alle ore 10:11 UTC. Anche durante questo atterraggio vennero registrati forti venti, che raggiunsero circa 90 km/h. Il risultato fu identico al primo atterraggio e come la Cosmos 212, pure questa navicella venne portata a spasso per la steppa. I risultati delle seguenti analisi diedero la certezza che la causa del malfunzionamento del distacco del paracadute era dovuta al fatto del caricamento statico di energia elettrica nelle corde dei paracadute, che bloccavano il sistema di distacco.

## Effetti sul programma Sojuz
Le missioni avevano dimostrato che ora i diversi sistemi di posizionamento della navicella funzionavano come necessario per una missione equipaggiata. Ciò che doveva assolutamente essere perfezionato invece furono i paracadute. Prima che non si avesse ovviato a tali problemi non si poteva prendere in considerazione una seconda missione equipaggiata del programma Sojuz. Modifiche di costruzione porteranno dunque al lancio della Cosmos 238 ad agosto del 1968, ritardando ulteriormente il lancio di due navicelle Sojuz equipaggiate.
Il Programma Apollo statunitense invece si trovava ancora interrotto in seguito alla catastrofe dell'Apollo 1 avvenuta a gennaio 1967. Il primo lancio equipaggiato di questa nuova navicella spaziale era previsto per l'autunno del 1968: la missione Apollo 7.